# Castillos (Soriano)
Castillos o Pueblo Castillos es una localidad uruguaya del departamento de Soriano.

## Ubicación
La localidad se encuentra situada en la zona sur del departamento de Soriano, próximo al límite con el departamento de Colonia, entre el río San Salvador y el arroyo del Sauce, 1.5 km al noroeste de la ruta 55. La ciudad más cercana es Ombúes de Lavalle, en el departamento de Colonia, de la cual dista 12 km. Otras localidades próximas son Perseverano (5 km) y Lares (6 km).

## Población
En 2023, Castillos tenía 136 habitantes permanentes, lo que representa un decrecimiento anual promedio del 0.89% respecto a los 151 habitantes registrados en el censo de 2011.
| Gráfica de evolución demográfica de Castillos entre 2004 y 2023 |
|                                                                 |
| Fuente: INE - Instituto Nacional de Estadística, Uruguay.       |